# Міхалув (Новодворський повіт)
Міхалув (пол. Michałów) — село в Польщі, у гміні Леонцин Новодворського повіту Мазовецького воєводства.
Населення — 151 особа (2011).
У 1975-1998 роках село належало до Варшавського воєводства.

## Демографія
Демографічна структура станом на 31 березня 2011 року:
|          | Загалом | Допрацездатний вік | Працездатний вік | Постпрацездатний вік |
| -------- | ------- | ------------------ | ---------------- | -------------------- |
| Чоловіки | 66      | 14                 | 45               | 7                    |
| Жінки    | 85      | 24                 | 48               | 13                   |
| Разом    | 151     | 38                 | 93               | 20                   |